# Joya no kane
Joya no kane (除夜の鐘?) es una tradición propia del budismo japonés que se realiza en el momento del paso del Año Viejo al Año Nuevo. Es la actividad que culmina el Ōmisoka y da inicio al Año nuevo japonés, y se realiza en las campanas de los templos budistas.

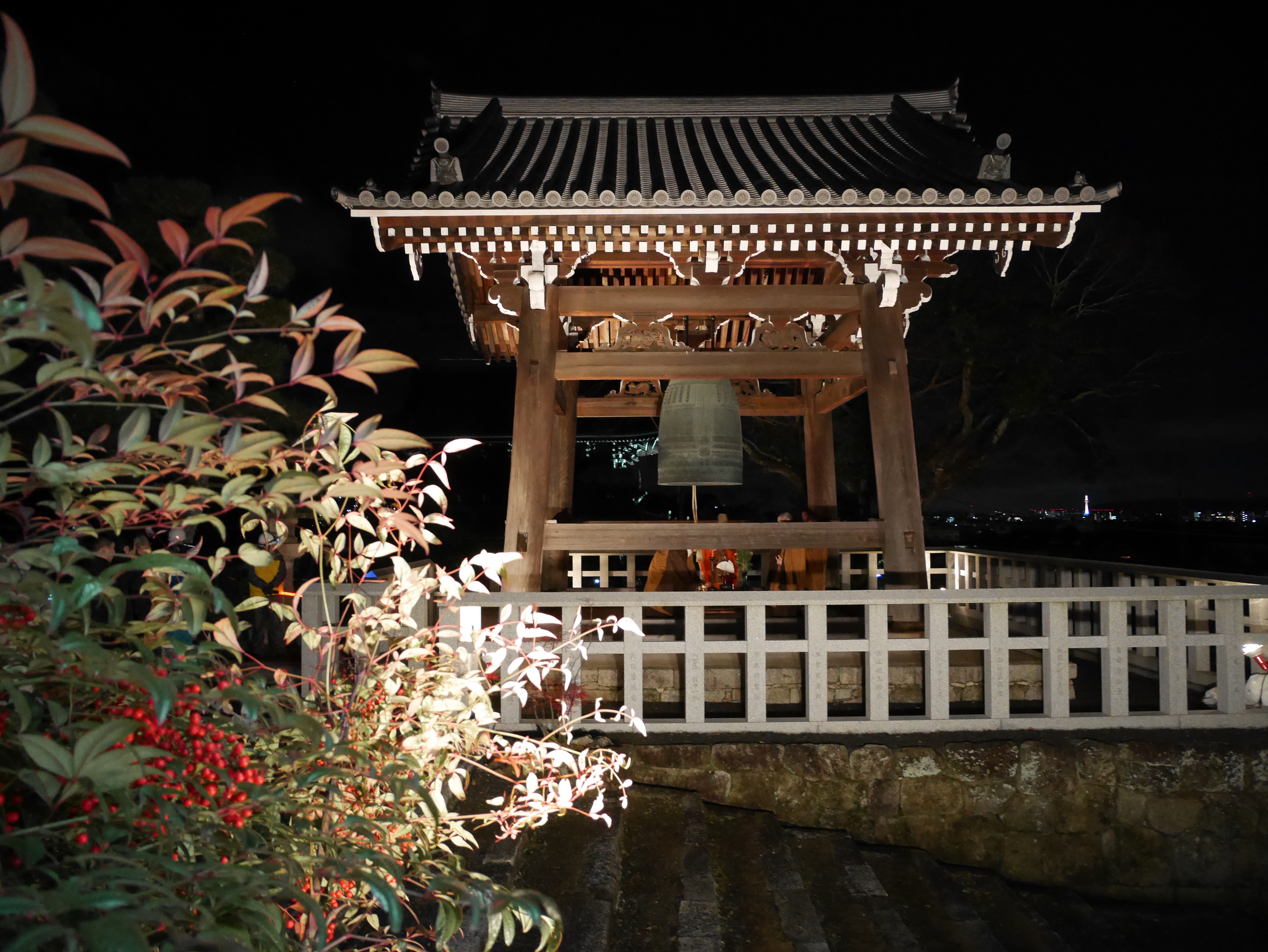

En el joya no kane se realizan 108 campanadas. El número 108 es considerado sagrado en el budismo y cada campanada hace que quienes la escuchen eliminen de su corazón los 108 defectos humanos, entre ellos el deseo, la posesión, la ira y la envidia. También se asocia con la remoción de las «cuatro y ocho formas de sufrimiento» (四苦八苦 shikuhakku?). 